# Praha-Suchdol
Praha-Suchdol je od roku 1990 samosprávná městská část na severu Prahy na levém břehu Vltavy, v obvodu Prahy 6. Původně bylo její území tvořeno katastrálními územími Suchdol a Sedlec. Od 1. ledna 2005 však byla dolní část Sedlce (tzv. Dolní Sedlec) připojena k městské části Praha 6, takže v městské části Praha-Suchdol ze Sedlce zůstaly pouze dvě základní sídelní jednotky Sedlce: Horní Sedlec (přilehlý k zástavbě Suchdola) a Sedlec-průmyslový obvod B (rozsáhlé území západně od železniční trati). Samosprávná městská část navazuje na identitu správního obvodu místního národního výboru a místního úřadu Praha-Suchdol a na historii samostatné obce Suchdol, která byla k Praze připojena roku 1974.
Přenesenou působnost pro správní obvod městské části Praha-Suchdol vykonává městská část Praha 6.

## Suchdolské spolky
Působí zde spolky Suchdol Sobě, Žijeme tady, Betlém, TJ Slavoj Suchdol, TJ Sokol Suchdol-Sedlec a Sbor dobrovolných hasičů.

## Kontroverze symbolů
Praha-Suchodol je úplně poslední městskou částí Prahy, které dosud nebyla zákonitě udělena vlajka, pomineme-li stále neregistrovanou historickou (žluto-červenou) vlajku  hlavního města Prahy, všechny pražské městské části svůj znak i vlajku řádně mají.
Ačkoliv byl zastupitelstvem Suchdola návrh vlajky přijat, magistrát v osobě pražského primátora stále oficiálně nepodal žádost o její udělení do sněmovního Podvýboru pro heraldiku a vexilologii.
Problém totiž také je, že od roku 1994 užívaný znak se liší počtem dvou stříbrných čili bílých vlnitých břeven (pruhů) od oficiálně kodifikované podoby se třemi vlnitými břevny v Registru komunálních symbolů. Tento rozpor je však možné vyřešit právě podáním žádosti primátora Prahy o opravu stávajícího znaku a udělení chybějící vlajky.